# 曹楊影城
曹杨影城是位於中華人民共和國上海市普陀區兰溪路的一家電影院，占地4600平方米，主建筑为6层楼，建筑面积14650平方米。電影院于1959年11月26日開建，1960年4月30日開幕。最初名為曹杨影剧院。文革时期更名为朝阳影剧院。後又恢復曹杨影剧院舊名。2002年9月，電影院在原地重建並更名为曹杨影城。當月，曹杨影城人防工程开工，2004年10月竣工并投入使用。2004年12月9日，曹楊影城正式開業。